# دم‌گربه‌ای کوهسری
دم‌گربه‌ای کوهسری (نام علمی: Phleum alpinum) نام یک گونه از سرده دم‌گربه‌ای است.